# Politypia

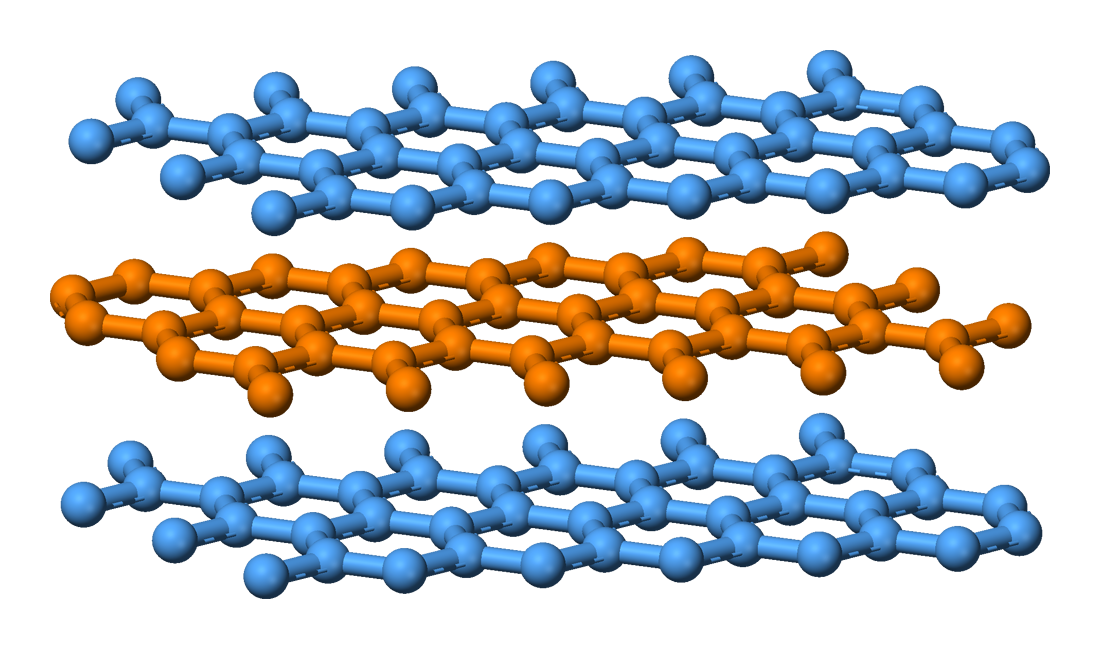
Struktura grafitu-2H

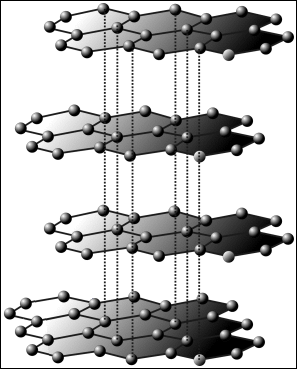
Struktura grafitu-3R

Politypia – polimorfizm polegający na tym, że identyczne warstwy sieci krystalicznej tego samego minerału układają się na sobie w różnoraki sposób. Skutkiem tego są osobne minerały o różnym typie strukturalnym. Pociąga to za sobą także zmianę okresu identyczności sieci krystalicznej w kierunku prostopadłym do płaszczyzny warstwy, czyli zgodnie z osią krystalograficzną Z. Okres identyczności (period identyczności) jest wielokrotnością grubości pojedynczej warstwy.
Modyfikacje politypowe, czyli politypy, mogą się różnić wizualnie pod względem morfologicznym i strukturalnym, jednak ich własności fizyczne są do siebie bardzo zbliżone lub identyczne. Politypy często powstają w tym samym środowisku krystalizacji, wskutek czego mogą się wzajemnie przerastać – na przykład w graficie atomy węgla są kowalencyjnie powiązane w pierścienie sześcioboczne i przyjmuje się dwie możliwości przestrzennego usytuowania warstw zbudowanych z atomów. Sekwencja ABAB... jest charakterystyczna dla heksagonalnej struktury grafitu-2H, natomiast ABCABC... dla grafitu-3R (trygonalny). Grafit-2H jest stabilny w dużym przedziale ciśnień i temperatur. Faza 3R nie występuje w przyrodzie, lecz towarzyszy fazie 2H w ilości do 35%; znika powyżej 2000 °C.

## Stosowane oznaczenia
W oznaczeniu wariantu politypowego, na przykład „grafit-3R”, cyfra informuje, co ile warstw powtarza się ich następstwo (w tym przypadku co 3), litera natomiast oznacza układ krystalograficzny (R od rhombohedral, czyli trygonalny). Jest to pierwsza litera angielskiej nazwy układu. Mała litera d wskazuje na niezorientowane, bezładne (disordered) ułożenie warstw – występuje też polityp grafitu 1Hd.
W 1976 roku Międzynarodowe Stowarzyszenie Mineralogiczne (IMA) zmodyfikowało oznaczenie polimorfów sposobem Garda. Ich symbole wyprowadza się od początkowych liter nazw układów krystalograficznych:
| Symbol   | nazwa angielska     | nazwa polska      |
| -------- | ------------------- | ----------------- |
| TC lub A | triclinic, anorthic | trójskośny        |
| M        | monoclinic          | jednoskośny       |
| OR lub O | orthorombic         | rombowy           |
| TT lub T | tetragonal          | tetragonalny      |
| R        | rhombohedral        | trygonalny        |
| PH       | pseudohexagonal     | peudoheksagonalny |
| H        | hexagonal           | heksagonalny      |
| C        | cubic               | regularny         |

Ustalono też sposób wskazywania kierunku zróżnicowania uporządkowania struktury, przy czym osie X, Y, Z określa się jako a, b, c, na przykład:
| molibdenit-2H | molibdenit-Haa2c |
| molibdenit-3R | molibdenit-Raa3c |
| enstatyt-M    | enstatyt-Mabc    |
| enstatyt-20R  | enstatyt-OR2abc  |

## Przykłady minerałów
Politypia jest najczęstszym zjawiskiem wśród krzemianów warstwowych – miki, chloryty, serpentyny. i in. Zjawisko to znane jest również wśród innych minerałów np. wurcyt i grafit.
- grafit – 1Hd, 2H, 3R
- wurcyt – 2H, 4H, 6H, 8H, 10H, 3R, 15R
- kaolinit – T, 2M1, 2M2
- muskowit – 2M1, 1M, 3T
- biotyt – 1M, 3T
- glaukonit – 1M, 2M2, 3T
- chloryty – 1M
- molibdenit – 2H, 3R